# La Nuit des elfes
La Nuit des elfes est un roman de médiéval-fantastique écrit en 1999 par Jean-Louis Fetjaine. Il s'agit du second roman de la Trilogie des elfes.

## Résumé des trois premiers chapitres
Excalibur est désormais entre les mains du roi Pellehun de Logres. L'armée des hommes affronte  les rois nains Baldwin de la montagne rouge et Rogor de la montagne noire. Les nains sont vaincus mais Pellehun est tué au cours du combat. Pendant ce temps, la reine des elfes Lliane accouche de Morgane. Le roi Llandon découvre alors que cette fille n'est pas de lui mais du chevalier humain Uther. Peu après, le roi Baldwin libère les chevaliers Uther et Ulfin des cachots où ils croupissaient depuis neuf mois...

## Personnages principaux
- Uter le Brun, l'un des douze preux.
- Lliane, reine des hauts-elfes.
- Gorlois, régent du royaume de Logres.
- Ygraine, reine de Logres

## Éditions françaises
- 1999 : La Nuit des elfes, éditions Belfond (format livre).
- 2002 : La Nuit des elfes, éditions Pocket (format poche).
- 2004 : La Nuit des elfes, éditions Pocket Jeunesse (format poche junior).
- 2008 : La Trilogie des elfes, l'intégrale, éditions Pocket (format poche).

### La Trilogie des elfes
Deux autres romans complètent La Nuit des elfes.
- 1998 tome 1, Le Crépuscule des elfes, 374 p.,  (ISBN 2-7144-3611-0)
- 2000 tome 3, L'Heure des elfes, 278 p.,  (ISBN 2-7144-3762-1)

### Les Chroniques des elfes
- 2008 Lliane, 272 p.,  (ISBN 978-2-265-08576-3)
- 2009 L'Elfe des terres noires, 262 p.,  (ISBN 978-2-265-08577-0)
- 2010 Le Sang des elfes, 294 p.,  (ISBN 978-2-265-08578-7)